# کارولین مورفی

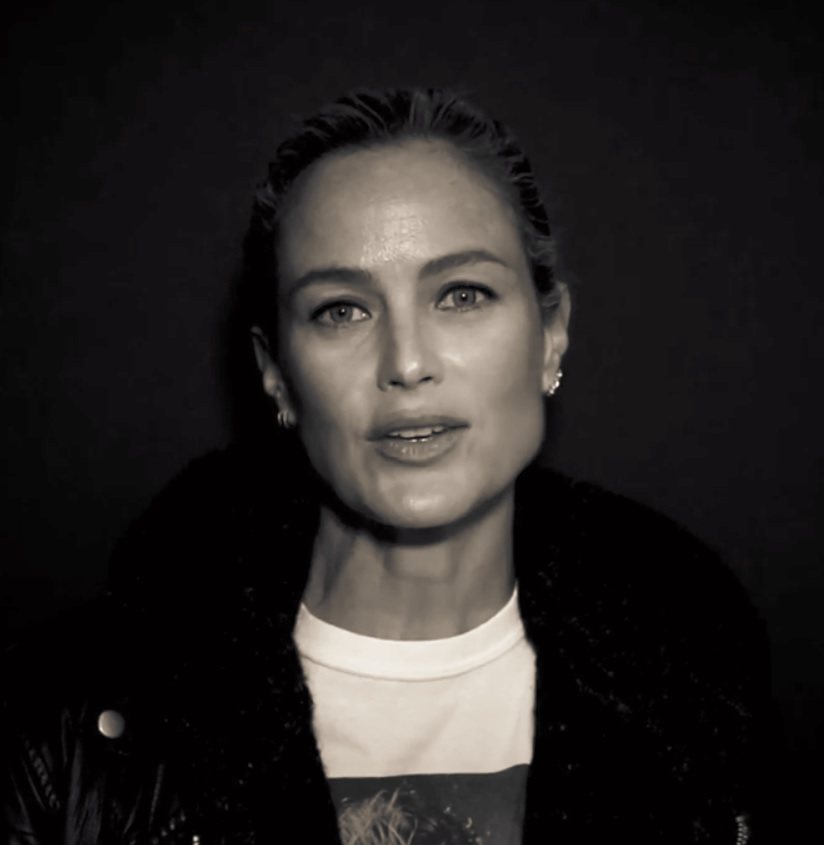
عکس کارولین مورفی برای مجلۀ love در سال 2017

کارولین مورفی (به انگلیسی Carolyn Murphy، زاده 11 آگوست 1974) یک مدل لباس و بازیگر آمریکایی است.

## زندگینامه
در سال ۱۹۹۸، مورفی از طرف مجلهٔ وگ شبکهٔ وی اچ وان به عنوان "مدل سال" انتخاب شد. او نقش دابی را در فیلم بلندی‌های آزادی ساختۀ بری لوینسون بر عهده داشت. تصویر او به عنوان یکی از «الهه‌های مدرن» در نوامبر ۱۹۹۹ روی جلد مجلهٔ آمریکایی وگ قرار گرفت. او به عنوان چهرهٔ معروف عطر کانترادیکشن کلوین کلاین انتخاب شد.
در سال ۱۹۹۸ طی یک جلسهٔ عکاسی برای مجلهٔ ال، عکاسی، متوجه شباهت او به بازیگری به نام جین تیرنی شد، و نام او را جین تیرنی بور گذاشت.
در ژوئیه ۲۰۱۲، در برنامهٔ پروژهٔ مد همهٔ ستاره‌ها که از شبکهٔ لایف‌تایم پخش می‌شد، مورفی به عنوان میزبان، جایگزین آنجلا لیندوال شد. این شبکه ابتدا رزی هانتینگتون وایتلی را انتخاب کرده بود؛ اما او برای بازی در یک فیلم از این کار انصراف داد. در سال ۲۰۱۲ مورفی در لیست مدلهای پردرآمد مجله فوربز نهمین مدل ثروتمند شناخته شد و درآمد سالانه‌اش ۳.۵ میلیون دلار تخمین زده شد.
او در کار خود بسیار موفق بود؛ و سال های بسیاری برای کارش تلاش کرد.

## زندگی خصوصی

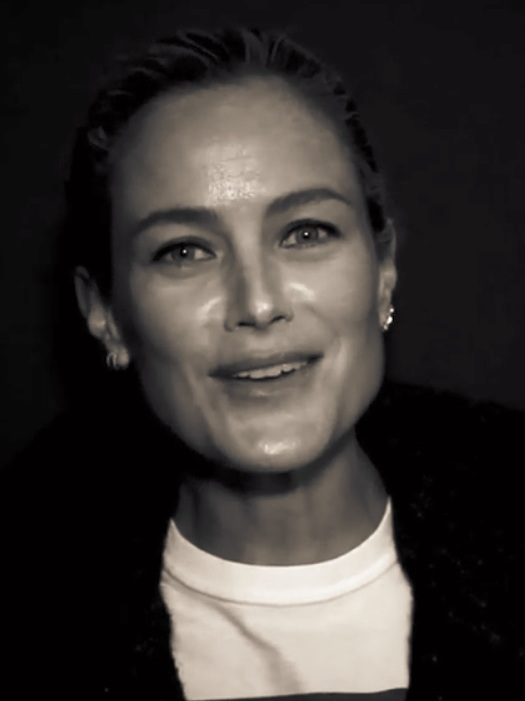
کارولین مورفی در سال 2017

مورفی در سال ۱۹۹۹ با صاحب یک مغازهٔ لوازم موج‌سواری که در تعطیلات با هم آشنا شده بودند، به نام جیک شرودر ازدواج کرد. در ۲۸ دسامبر ۲۰۰۸ دختری به نام دیلن بلو به دنیا آورد و خانوادهٔ سه نفره مقابل دوربین مجلهٔ وگ قرار گرفتند. در سال ۲۰۰۲ مورفی و شرودر طلاق گرفتند. در سال۲۰۰۶، شرودر به سرقت و اخاذی متهم شد. او خیال داشت فیلمی را که از رابطهٔ جنسی‌شان گرفته بودند بفروشد. شرودر اتهام را پذیرفت و به این ترتیب اتهام اخاذی از او برداشته شد.
در سال ۲۰۱۵، مورفی و دوست پسرش لینکولن پیلچر به کار مدیتیشن متعالی مشغول بودند.